# General Plutarco Elías Calles
General Plutarco Elías Calles là một đô thị thuộc bang Sonora, México. Năm 2005, dân số của đô thị này là 12416 người.